# Shōhei Ōgushi
Shōhei Ōgushi (japanisch 大串 昇平 Ōgushi Shōhei; * 21. September 2002 in der Präfektur Hyōgo) ist ein japanischer Fußballspieler.

## Karriere
Ōgushi erlernte das Fußballspielen in der Jugendmannschaft von Gamba Osaka. Die U23-Mannschaft des Vereins spielte in der dritten Liga, der J3 League. Bereits als Jugendspieler absolvierte er 12 Drittligaspiele.